# Marcipopsis uniformis
Marcipopsis uniformis är en fjärilsart som beskrevs av Emilio Berio 1966/67. Marcipopsis uniformis ingår i släktet Marcipopsis och familjen nattflyn. Inga underarter finns listade i Catalogue of Life.